# 古里镇 (昭觉县)
古里镇（羅馬化：Gguxnyi Ladda），是中华人民共和国四川省凉山彝族自治州昭觉县下辖的一个乡镇级行政单位。2021年1月12日，撤销龙沟乡、且莫乡、甘多洛古乡和支尔莫乡，设立古里镇。以原龙沟乡、原且莫乡、原甘多洛古乡和原支尔莫乡所属行政区域为古里镇的行政区域。

## 行政区划
古里镇下辖以下地区：
龙沟村、阿尼米村、书租村、金野以匹村和古尔以井村。